# Stefan Đorđević (calciatore)
Stefan Đorđević (in serbo Стефан Ђорђевић?; Novi Sad, 13 marzo 1991) è un calciatore serbo, difensore svincolato.

## Caratteristiche tecniche
Gioca come terzino sinistro.

## Palmarès

### Competizioni nazionali
- Coppa di Serbia: 1

Vojvodina: 2019-2020